# Mediodactylus

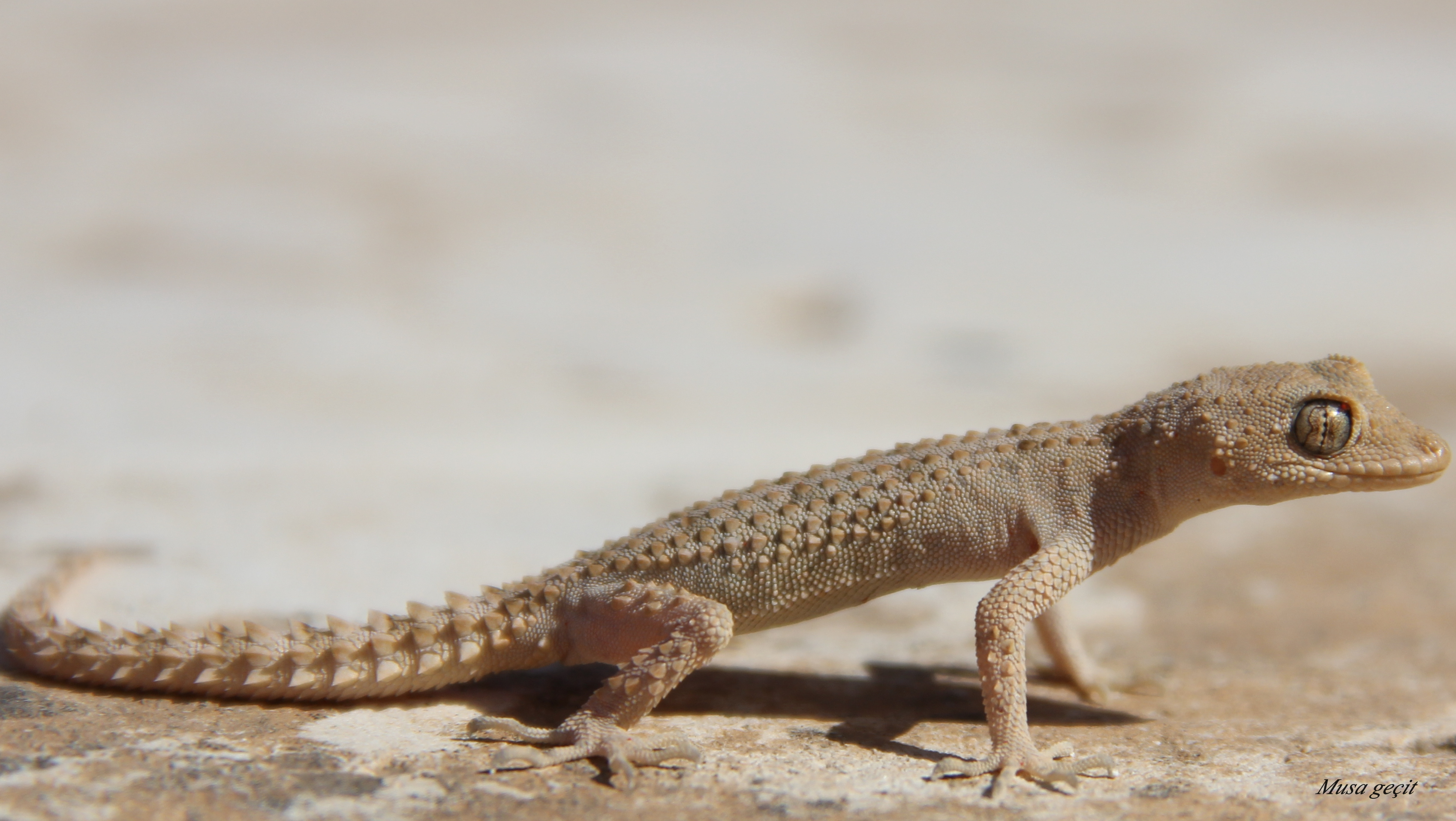
Mediodactylus heterocercus

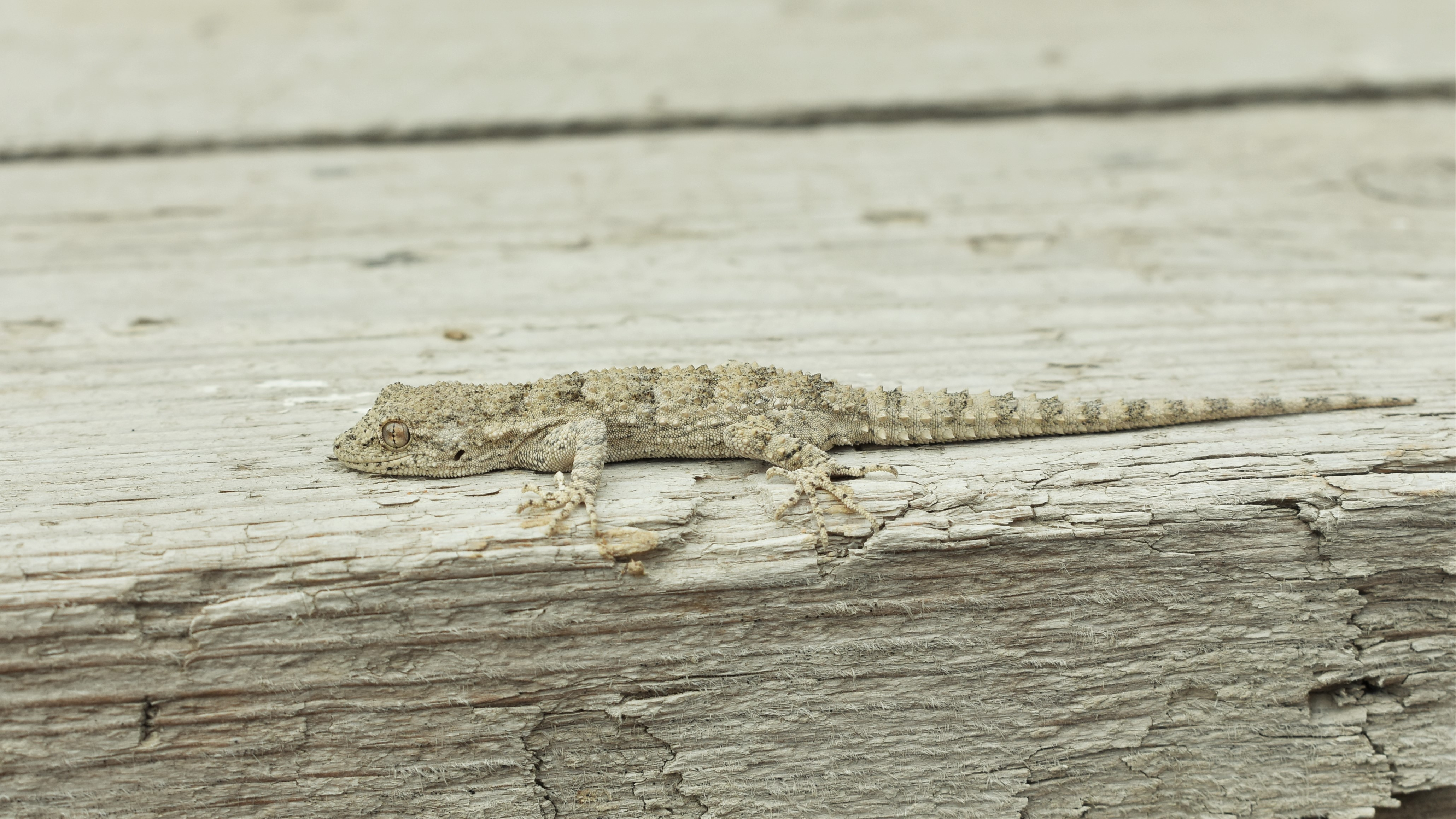
Mediodactylus russowii

Mediodactylus ist eine Gattung der Geckos mit 17 Arten.

## Verbreitung
Das Verbreitungsgebiet der Gattung liegt in Südosteuropa und Westasien und reicht dabei im Westen von Italien bis in den Westen Chinas und Nordwesten Pakistans im Osten. Der Verbreitungsschwerpunkt liegt im Nahen Osten, vor allem im Iran. Im Norden des Areals werden die Ukraine, der Süden Russlands und Kasachstan besiedelt, im Süden die Küstengebiete des Indischen Ozeans. In Europa leben 4 Arten, der Ägäische Nacktfinger, sowie drei weitere Arten, die lange Zeit als Unterart des Ägäischen Nacktfingers galten, nämlich Mediodactylus bartoni, Mediodactylus danilewskii und Mediodactylus oertzeni. Der Verbreitungsschwerpunkt in Europa liegt in Griechenland.

## Arten
Die Gattung enthält aktuell 17 Arten.
- Mediodactylus amictopholis (Hoofien, 1967)
- Mediodactylus aspratilis (Anderson, 1973)
- Mediodactylus bartoni (Stepánek, 1934)
- Mediodactylus brachykolon (Krysko, Rehman & Auffenberg, 2007)
- Mediodactylus danilewskii (Strauch, 1887)
- Mediodactylus heterocercus (Blanford, 1874)
- Mediodactylus heteropholis (Minton, Anderson & Anderson, 1970)
- Mediodactylus ilamensis (Fathinia, Karamiani, Darvishnia, Heidari & Rastegar-Pouyani, 2011)
- Ägäischer Nacktfinger (Mediodactylus kotschyi (Steindachner, 1870))
- Mediodactylus narynensis (Eremchenko, Zarinenko & Panfilov, 1999)
- Mediodactylus oertzeni (Boettger, 1888)
- Mediodactylus orientalis (Stepánek, 1937)
- Mediodactylus russowii (Strauch, 1887)
- Mediodactylus sagittifer (Nikolsky, 1900)
- Mediodactylus spinicauda (Strauch, 1887)
- Mediodactylus stevenandersoni (Torki, 2011)
- Mediodactylus walli (Ingoldby, 1922)